# Tomgrundet
Tomgrundet is een Zweeds zandbank of rotseiland behorend tot de Lule-archipel.  Het eilandje ligt aan de oostzijde van Storbrändön. Het heeft geen oeververbinding en is onbebouwd.